# Raad van Arbeid

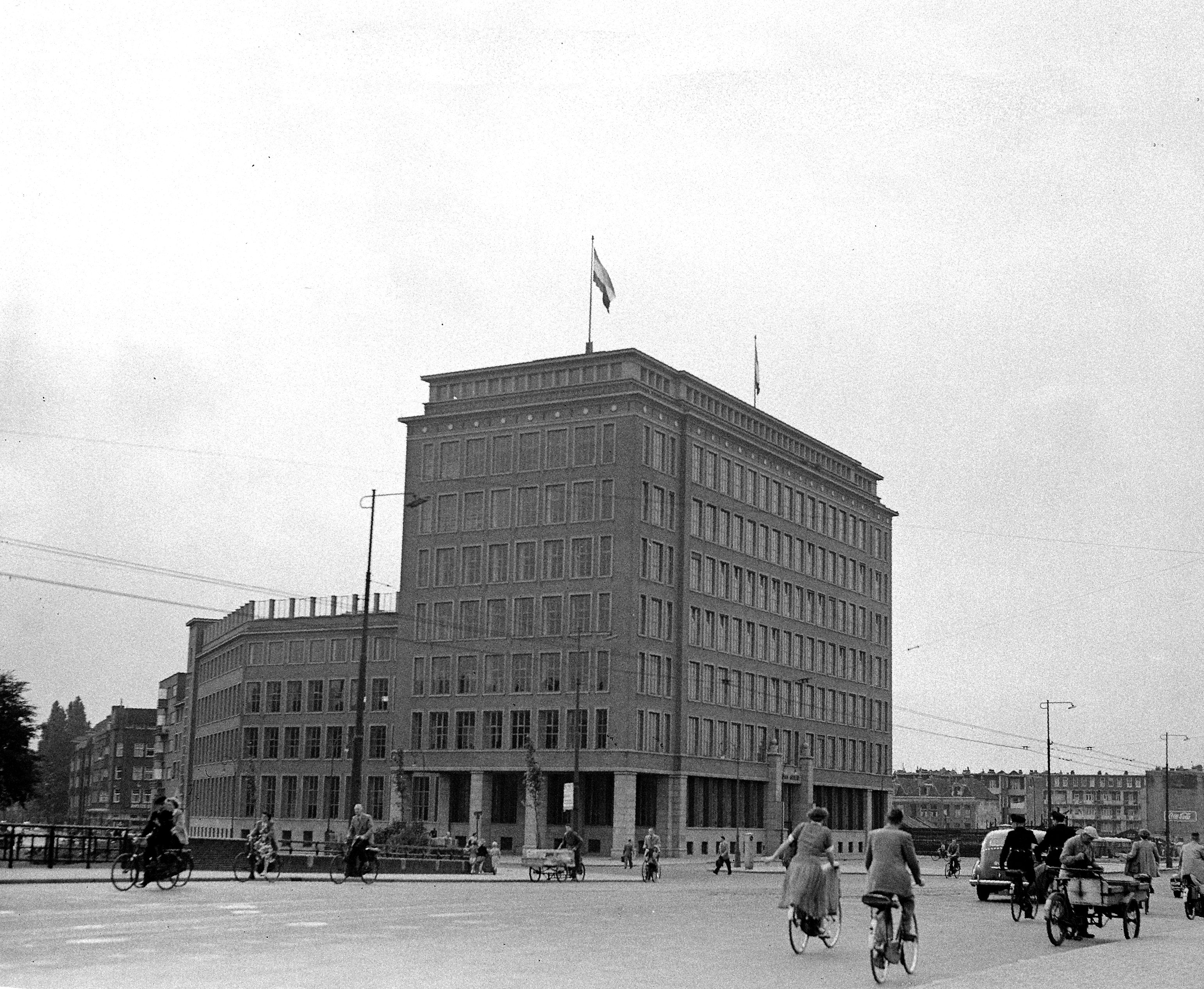
Gebouw Raad van Arbeid A'dam, 1951

Raden van Arbeid waren regionale uitvoeringsorganen die belast waren met de uitvoering van de arbeidersverzekeringen in Nederland, zoals de Invaliditeits- en de Vrijwillige Ouderdomsverzekering. De Raden van Arbeid bestonden van 1919 tot 1988.

## Arbeidersverzekeringen
Aan het eind van de negentiende eeuw waren Kamers van Arbeid ingesteld waarin werkgevers en werknemers overleg voerden over arbeidsomstandigheden en arbeidsvoorwaarden. In 1912 werd de Radenwet aangenomen die bepaalde dat vertegenwoordigers van werkgevers en werknemers het gehele veld van de arbeid zouden moeten gaan regelen. De 39 Nederlandse raden werden in april 1919 ingesteld door het Rijk. De Raden kregen tot de Tweede Wereldoorlog veel kritiek. Zo zouden ze te bureaucratisch en te duur zijn, maar er was ook kritiek omdat de sociale partners de uitvoering van de sociale verzekeringen zelf wilden uitvoeren. Bedrijfsverenigingen en de Centrale Werkgevers Risico-Bank wilden hun administraties voor een groot deel zelf laten uitvoeren door Centraal Beheer. In de jaren daarna werd het takenpakket van de Raad meerdere keren uitgebreid. 
De Raden van Arbeid werden belast met de uitvoering van (herziene) wetten als de Ziektewet, de ongevallenverzekeringen voor industrie en landbouw en de Kinderbijslagwet. Na de Tweede Wereldoorlog werd het takenpakket nog verder uitgebreid met de uitvoering van de Noodwet Ouderdomsvoorziening en volksverzekeringen als de Algemene Ouderdomswet en de Algemene Weduwen- en Wezenwet. In de loop der jaren werkte de Raad van Arbeid steeds nauwer samen met de Rijksverzekeringsbank, die belast was met het toezicht houden op de Raad. In 1956 werden Invaliditeitswetten in uitvoering bij de Raden en de Rijksverzekeringsbank.
In 1956 werd de naam Rijksverzekeringsbank gewijzigd in Sociale Verzekeringsbank (SVB). In 1988 werden de Sociale Verzekeringsbank en de Raden van Arbeid tot één organisatie samengevoegd. De kantoren van de Raden van Arbeid werden daarbij omgevormd tot districtskantoren van de SVB.

## Bestuur
De Raad van Arbeid werd vanaf 1967 geleid door een bestuur. Het bestuur bestond naast een door de Kroon benoemde voorzitter uit drie werkgeversvertegenwoordigers en drie werknemersvertegenwoordigers. De bestuursleden werden voorgedragen door de centrale organisaties van 
werkgevers en werknemers, waarna ze werden benoemd door de minister van Sociale Zaken. 
De besturen en met name hun betaalde voorzitters  ontwikkelden zich tot deskundigen. De raden bestonden in 1967 uit drie werkgevers- en drie werknemersleden met een door de Kroon benoemde directeur/voorzitter. In 1967 hadden 22 Raden van Arbeid ongeveer 3.500 personen in dienst.

## Taken
Een deel van de taken rond Ongevallenwetten en de Ziektewet werden uitgevoerd in concurrentie met de bedrijfsverenigingen. De bedrijfsverenigingen voerden ook delen uit van de Ziektewet (1929), Werkloosheidswet (1949) en de
Wet op de Arbeidsongeschiktheidsverzekering. 
De Raden van Arbeid voerden de volgende sociale verzekeringen uit:
- Ongevallenwet van 1901 en 1921
- Invaliditeitswet (1913)
- Ouderdomswet (1919)
- Ziektewet (1913/1929)
- Algemene Ouderdomswet (1956),
- Algemene Weduwen- en Wezenwet (1959),
- Algemene Kinderbijslagwet (1962)
- Ouderdomswet (1919)
- Kinderbijslagwet voor Loontrekkenden (1939)

## Hoge Raad van Arbeid
- Zie ook: Hoge Raad van Arbeid